# Alex Goligoski
Alexander Marcus „Alex“ Goligoski (* 30. Juli 1985 in Grand Rapids, Minnesota) ist ein ehemaliger US-amerikanischer Eishockeyspieler. Der Verteidiger bestritt zwischen 2008 und 2024 über 1000 Partien in der National Hockey League (NHL), wobei er für die Pittsburgh Penguins, Dallas Stars, Arizona Coyotes und Minnesota Wild aktiv war. Mit den Penguins gewann er dabei in den Playoffs 2009 den Stanley Cup.

## Karriere

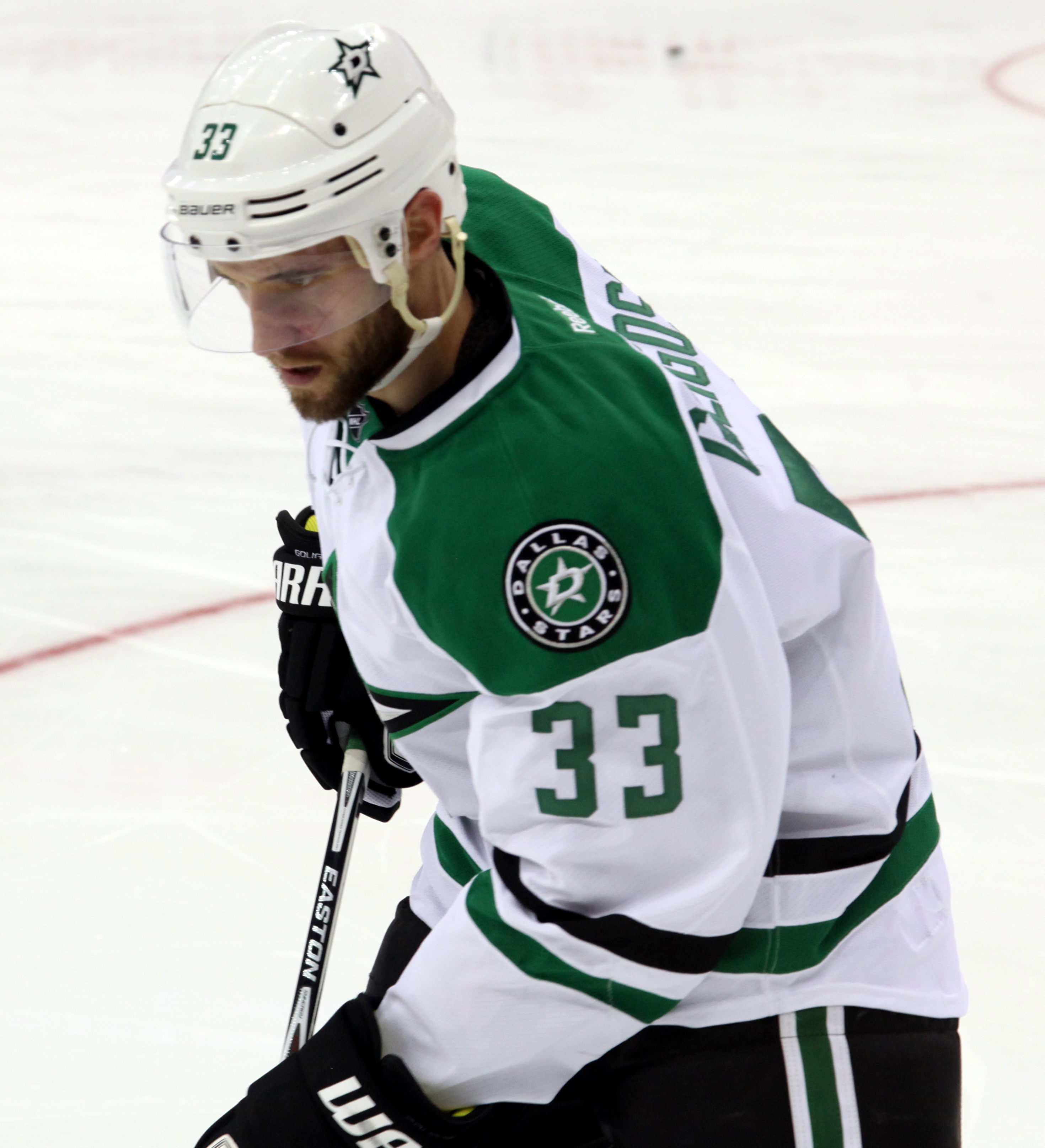
Goligoski im Trikot der Dallas Stars (2014)

Alex Goligoski spielte zunächst für die Grand Rapids Thunderhawks, einem High-School-Team aus seiner Heimatstadt Grand Rapids. Zusätzlich war er von der Saison 2002/03 an für zwei Mannschaften in der United States Hockey League aktiv. Hier zeigte sich sein Talent, sodass ihn die Pittsburgh Penguins beim NHL Entry Draft 2004 in der zweiten Runde an 61. Stelle auswählten. Anschließend ging Goligoski an die University of Minnesota und spielte auch für das dortige Eishockeyteam. In drei Spielzeiten zählte der US-Amerikaner zu den besten Offensivverteidigern und wurde zunächst ins All-Rookie-Team, später auch in das All-Star-Team seiner Liga gewählt. 2007 gelang ihm mit seiner Mannschaft der Gewinn der Broadmoor Trophy, die der Sieger der Play-offs der Western Collegiate Hockey Association erhält.
Anschließend unterschrieb der Verteidiger einen Vertrag bei den Pittsburgh Penguins. Diese schickten ihn zu den Wilkes-Barre/Scranton Penguins in die American Hockey League, wo Goligoski die Saison 2007/08 begann. Im Februar 2008 forderten ihn die Penguins aus der National Hockey League an, sodass der Verteidiger im Spiel gegen die Boston Bruins in der NHL debütierte. Insgesamt absolvierte er drei Partien, in denen er zwei Vorlagen gab. In der AHL erreichte er das Finale um den Calder Cup, scheiterte dort aber an den Chicago Wolves. Die Saison 2008/09 begann Goligoski im NHL-Team, da sich die Stammspieler Sergei Gontschar und Ryan Whitney verletzt hatten. In seinem ersten Spiel der Saison konnte er ein Tor erzielen. Im weiteren Verlauf war der Verteidiger auch wieder in der AHL aktiv. In der NHL kam er zu insgesamt 20 Scorerpunkten in 45 Partien. In den Play-offs war der Linksschütze bei den Wilkes-Barre/Scranton Penguins eingeplant, kam aber nach erneuten Verletzungen im NHL-Team zu seinem Debüt in den Stanley-Cup-Play-offs. Am 12. Juni 2009 gewannen die Penguins das entscheidende siebte Spiel gegen die Detroit Red Wings und holten somit den Stanley Cup zum dritten Mal nach Pittsburgh. Kurz darauf unterschrieb Goligoski einen neuen Dreijahresvertrag, der ihm 5,5 Millionen US-Dollar einbrachte.
Am 21. Februar 2011 wurde Goligoski in einem Transfergeschäft im Austausch für James Neal und Matt Niskanen an die Dallas Stars abgegeben. Für die Stars war der Verteidiger über fünf Jahre aktiv, ehe sein auslaufender Vertrag nach der Saison 2015/16 nicht verlängert wurde. Die vorzeitigen Verhandlungsrechte an ihm sicherten sich die Arizona Coyotes, die dafür ein Fünftrunden-Wahlrecht für den NHL Entry Draft 2016 an die Stars abgaben und Goligoski in der Folge mit einem Fünfjahresvertrag ausstatteten. Dieser brachte ihm in der Folge ein durchschnittliches Jahresgehalt von knapp 5,5 Millionen US-Dollar ein. Nach Erfüllung dessen wechselte er als Free Agent im Juli 2021 zu den Minnesota Wild, bei denen er einen Einjahresvertrag mit einem Volumen von fünf Millionen US-Dollar erhielt. Dieser wurde im März 2022 um zwei weitere Spielzeiten verlängert, bevor der Verteidiger im Oktober 2022 seine 1000. Partie der regulären Saison in der NHL bestritt.
Nach der Saison 2023/24 beendete Goligoski seine aktive Karriere, in der er insgesamt 1078 NHL-Partien absolviert und dabei 475 Scorerpunkte verzeichnet hatte.

## Erfolge und Auszeichnungen
| - 2005 WCHA All-Rookie Team - 2006 WCHA Second All-Star Team - 2007 Broadmoor-Trophy-Gewinn mit der University of Minnesota - 2007 WCHA First All-Star Team | - 2007 NCAA West First All-American Team - 2008 AHL All-Star Classic - 2008 AHL All-Rookie Team - 2009 Stanley-Cup-Gewinn mit den Pittsburgh Penguins |

## Karrierestatistik

### International
Vertrat die USA bei:
- U20-Junioren-Weltmeisterschaft 2005
- Weltmeisterschaft 2012

(Legende zur Spielerstatistik: Sp oder GP = absolvierte Spiele; T oder G = erzielte Tore; V oder A = erzielte Assists; Pkt oder Pts = erzielte Scorerpunkte; SM oder PIM = erhaltene Strafminuten; +/− = Plus/Minus-Bilanz; PP = erzielte Überzahltore; SH = erzielte Unterzahltore; GW = erzielte Siegtore; 1 Play-downs/Relegation; Kursiv: Statistik nicht vollständig)